# Ancylomenes holthuisi

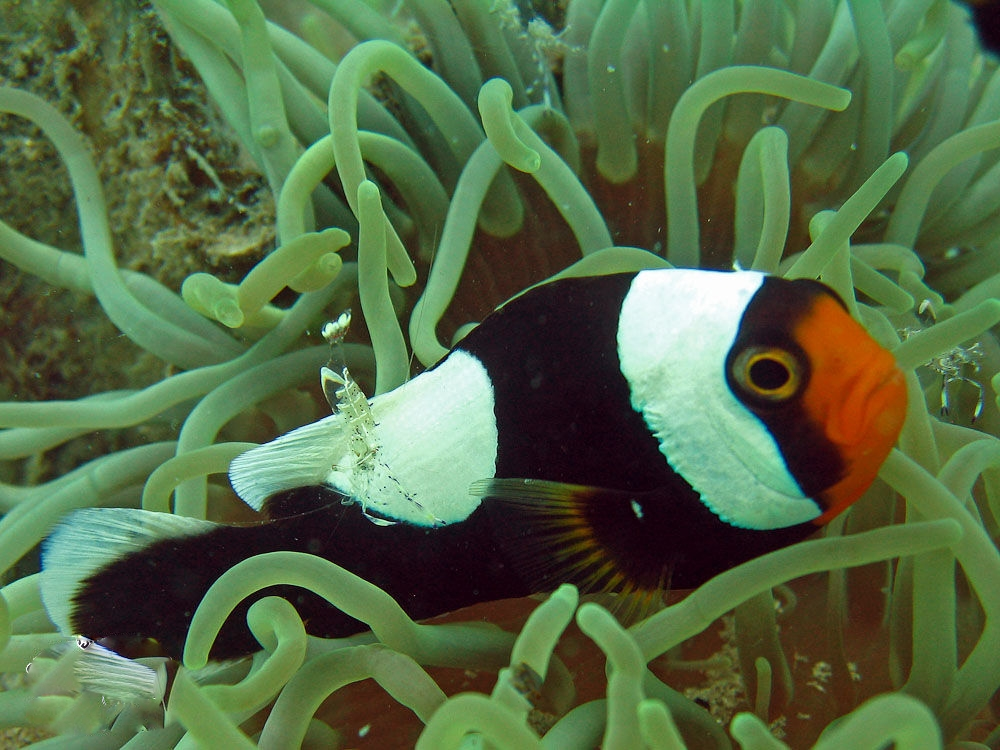
Ancylomenes holthuisi desparasitando a un pez payaso Amphiprion polymnus.

Ancylomenes holthuisi es una especie de camarón omnívoro de la familia Palaemonidae, orden Decapoda, descrito en el año 1969.

## Simbiosis y comportamiento
Comparte simbiosis con anémonas como Condylactis gigantea y Stichodactyla haddoni, así como también corales Cerianthus y Physogyra lichtensteini. Desparasita a peces del género Amphiprion, entre ellos Amphiprion polymnus, Amphiprion bicinctus, Amphiprion frenatus, Amphiprion perideraion y Amphiprion melanopus.